# Conside and Knitsley
Conside and Knitsley var en civil parish från 1866 till 1894 då den blev en del av Consett och Knitsley, i grevskapet Durham, i England. Civil parish var belägen 17 km från Durham och hade 8 760 invånare år 1891.